# Serrat des Bigues
El Serrat des Bigues és un serrat del terme municipal de Conca de Dalt, antigament del d'Hortoneda de la Conca, situat en terres de l'antic poble d'Herba-savina.
És a ponent d'Herba-savina, formant un contrafort cap a migdia del sector oriental de la Serra de Pessonada al sud de la Roca Roia, a l'esquerra de la llau de Joncarlat. És a llevant del paratge de Joncarlat i a ponent del Pla dels Cirerers i del Serrat de Planers.